# Матус-Марчук, Александр Викторович
Александр Викторович Матус-Марчук (род. 5 августа 1961, Владивосток) — советский и российский артист балета, балетмейстер. Заслуженный артист Российской Федерации. Заслуженный артист Кабардино-Балкарии.

## Биография
Родился во Владивостоке 05 августа 1961 года. С 1961 года проживает в г.Москве.
- Образование высшее КемГУКИ

- Жена — Матус-Марчук Наталья Валентиновна солистка балета ансамбля И.Моисеева,Художественный руководитель балета «Красноярский театр Оперы и Балета»
- Дочь — Матус-Марчук Полина Александровна закончила Красноярский хореографический колледж.
- Отец — Матус-Марчук Виктор Даниилович — артист ансамбля «ТОФ» солист ансамбля «Берёзка» с 1963 по 1982.
- Мать — Матус-Марчук Лариса Ивановна-старший инженер ВНИИС

1970—1974 — Московская капелла мальчиков № 122.
1974—1978 — училище, школа-студия при ГААНТ СССР И. А. Моисеева.
1978—2000 — Солист Государственного академического ансамбля народного танца имени Игоря Александровича Моисеева. ГААНТ 1993г Заслуженный артист РФ
2000—2003 — главный балетмейстер ансамбля им. Локтева.
2003—2010 — тренер-хореограф юниорской сборной по фигурному катанию.
2010-2018 - Главный балетмейстер Красноярского государственного академического ансамбля танца Сибири имени Михаила Годенко КГААТС
2016 - Художественный руководитель чемпионата России по народным танцам
2018 - Балетмейстер Красноярский театр оперы и балета.

## Партии
За время работы в ансамбле ГААНТ И. А. Моисеева исполнял множество сольных партий, таких как:
- «Борьба нанайских мальчиков»[1]
- «Старинная городская кадриль»
- «Кавалеры»
- Подмосковная лирика
- «Повара»Флотская сюита»
- Жених «Хитрый Макану»
- Сопатео «Мексиканский танец»
- «Кащей» Ночь на лысой горе
- Тореодор «Испанская баллада»
- Гид,Тройка «Вечер в таверне»
- Коробочка «Русская сюита»
- Бриул
- Военачальник «Половецкие пляски»
- Разведчик «Партизаны»
- На Катке
- и многие другие номера.